# Sunbu
Sunbu är en köping i östra Kina. Den ligger i stadsdistriktet Xuanzhou i staden Xuancheng i provinsen Anhui, omkring 190 kilometer sydost om provinshuvudstaden Hefei. Antalet invånare är 45 512. Befolkningen består av 22 291 kvinnor och 23 221 män. Barn under 15 år utgör 16,0 %, vuxna 15-64 år 72 %, och äldre över 65 år 11,0 %.